# Guaiacum officinale
Guaiacum officinale là một loài thực vật có hoa trong họ Zygophyllaceae. Loài này được Carl von Linné miêu tả khoa học đầu tiên năm 1753. Chúng có thể được tìm thấy từ Caribbea và ven bển bắc vùng Nam Mỹ.

## Hình ảnh

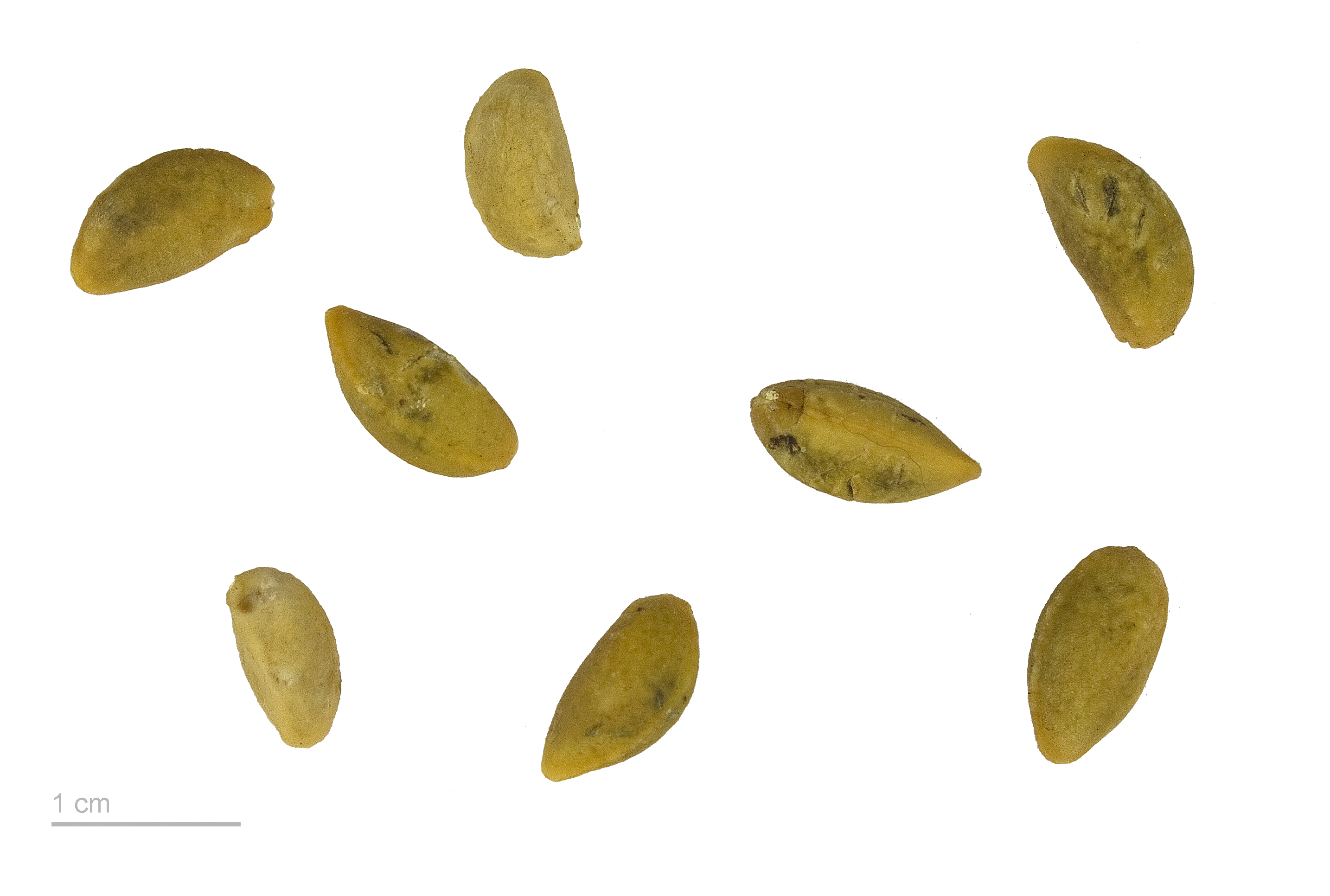
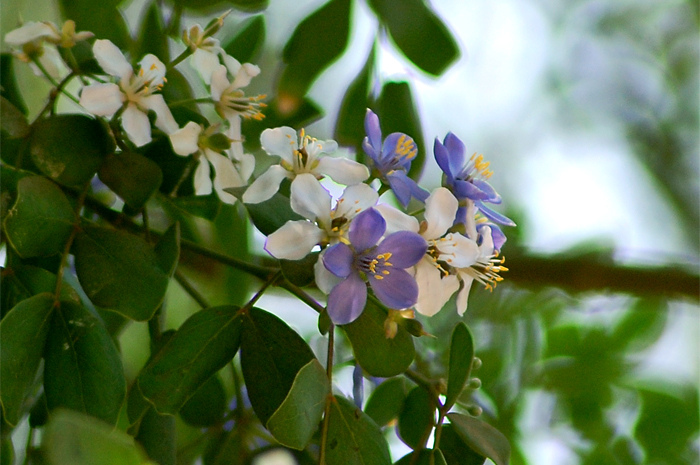